# Річард Таллі
Річард Брент Таллі (англ. Richard Brent Tully; нар. 1943) — американський астроном з Астрономічного інституту в Гонолулу (Гаваї, США). Лауреат Премії Грубера з космології (2014).
Спеціалізація Таллі — астрофізика галактик. Разом з Дж. Річардом Фішером в роботі Новий метод визначення відстаней до галактик він ввів нині відому залежність Таллі — Фішера між яскравістю спіральних галактик (пропорційної масі їх зірок) і амплітудою їх ротаційних кривих. Ця залежність дала можливість робити досить точні оцінки відстаней до галактик.
Складений ним 1988 року Каталог ближніх галактик (англ. The Nearby Galaxies Catalog) містить тривимірні координати 68 тисяч найближчих до Землі галактик. На основі цих даних була побудована модель розташування галактик в кубі зі стороною в 700 мільйонів світлових років і з центром в Землі. Візуальне уявлення цих даних оформлено у вигляді комп'ютерної програми — планетарію «Starry Night Pro», дані в якій називаються Базою Таллі (англ. Tully Database). У цій базі міститься великомасштабна структура, якій Таллі дав назву «комплекс надскупчень Риб — Кита».
2014 року склав тривимірну карту  великомасштабної гравітаційно пов'язаної структури галактик, якій дав назву Ланіакея, і до якої входить, зокрема, наше Надскупчення Діви.